# 3C 109
3سي 109 هيَ مجرة زايفرت تتواجد في كوكبة الثور.